# Lenßen – Der Film

Lenßen – Der Film ist ein auf der Pseudo-Doku Lenßen & Partner basierender deutscher Kriminalfilm. Der unter der Regie von Andy Klein gedrehte Film sollte ursprünglich im Frühjahr 2010 in die Kinos kommen, wurde dann aber lediglich am 8. Januar 2011 in SAT.1 als deutschsprachige Erstausstrahlung gesendet. Realisiert wurde der Film von der Produktionsfirma „Neue Moustache Productions“ aus Bodman-Ludwigshafen.

## Handlung
Im Mittelpunkt der Handlung stehen die Recherchen Ingo Lenßens im Zusammenhang mit einem dubiosen Organhändler. Dem neunjährigen „Mücke“, Sohn des ehemaligen Kollegen Tekin Kurtuluş und Lenßens Patenkind, wird von einem Auto angefahren und schwebt in Lebensgefahr. Da Tekin dem Unfallfahrer mit Vergeltung droht und dieser wenig später bei einem Anschlag verletzt wird, gerät der Ex-Ermittler unter Verdacht. Um ihren ehemaligen Kollegen zu entlasten, beginnen Ingo Lenßen und seine Kollegen mit eigenmächtigen Ermittlungen.

## Produktion
Die ursprünglich vom 21. November bis 2. Dezember 2009 angesetzten Dreharbeiten dauerten schlussendlich 17 Tage. Gedreht wurde an drei Tagen im Europa-Park Rust, einen Tag im Circus Montana, der über das Wochenende in Dogern am Hochrhein gastierte, und überwiegend am Bodensee unter anderem in Bodman-Ludwigshafen (zum Beispiel der Künstlergarten von Peter Lenk in Bodman oder der Imbiss am Hafen von Ludwigshafen), Stockach und Radolfzell. Als Produktionsfirma wirkte die von Ingo Lenßens Ehefrau Georgia Lenßen geführte Firma „Neue Moustache Productions“. Das Drehbuch schrieb Georgia Lenßen. Ingo Lenßen machte in einem Interview deutlich, dass der Film keine einmalige Aktion bleiben solle, ein Drehbuch für einen weiteren Film sei fertig, erste Gespräche liefen. Die konkreten Planungen für einen zweiten Spielfilm begannen im Frühjahr 2011.

## DVD-Veröffentlichung
Am 4. Februar 2011 erschien die Director’s-Cut-DVD-Box, bestehend aus 1 DVD mit 15 Minuten ungezeigtem Material. Es ist in der Kauf-DVD auch der Original-Soundtrack enthalten.

## Darsteller
Neben Ingo Lenßen, der sich selbst spielt, sind in dem Film viele bekannte Gesichter aus der Serie „Lenßen & Partner“ zu sehen. Unter anderem treten Tekin Kurtuluş, Sandra Kowalski als „Sandra Nitka“, Sandra Corzilius als „Katja Hansen“, Christian Storm, Sebastian Jäger als „Sebastian Thiele“ und Dominik Tiefenthaler als „Markus Berger“ auf. Radiomoderator und Comedian Hans Blomberg spielte eine Nebenrolle.

## Rezeption

### Reichweite
Trotz überwiegend schlechter Kritiken war der Film die meistgesehene Sendung am 8. Januar 2011 auf SAT.1. So erreichte er beim Gesamtpublikum 2,8 Millionen Zuschauer (10,7 Prozent Marktanteil) und bei der Zielgruppe, der 14- bis 49-Jährigen, 1,02 Millionen Zuschauer (11,0 Prozent Marktanteil).

### Kritik
„Der übertriebene, dilettantisch gespielte Fall ist nur für Soap-Fans erträglich.“